# 新拉塞尔达
新拉塞尔达是巴西马托格罗索州的一个市镇。总面积4734.162平方公里，总人口4855人，人口密度1人/平方公里。